# Arbacia lixula
Il riccio nero (Arbacia lixula (Linnaeus, 1758)) è un riccio di mare della famiglia Arbaciidae.
Il nome comune di riccio "maschio" deriva dall'erronea convinzione che si tratti dell'esemplare maschile di Paracentrotus lividus, che è in realtà una specie differente.

## Descrizione

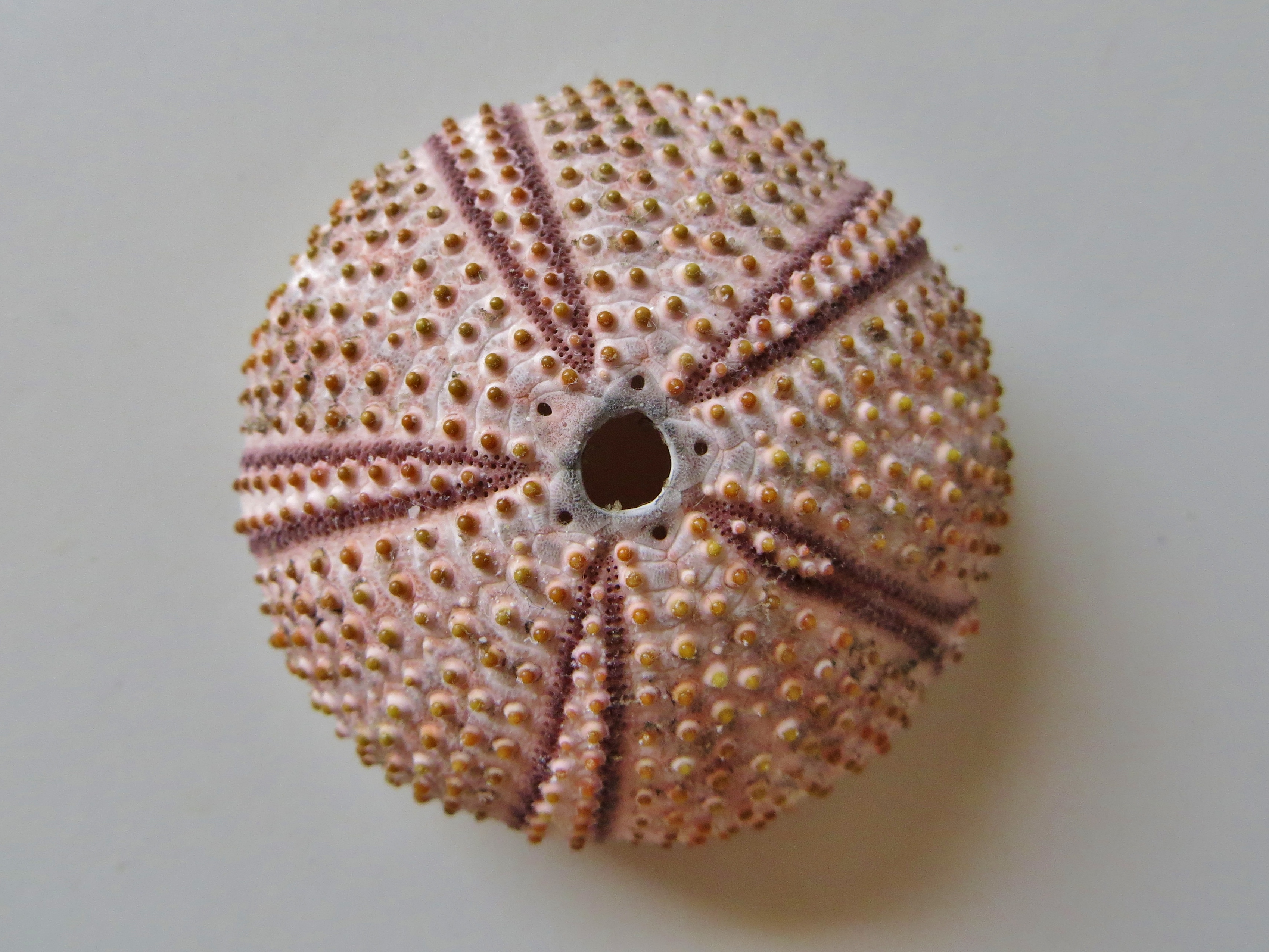
Testo di un Arbacia lixula.

Arbacia lixula ha il corpo leggermente compresso lungo l'asse verticale e può raggiungere i 6 cm di diametro. Tutta la sua superficie è ricoperta da numerosi aculei acuminati di color nero lucido e sul lato ventrale si trova l'apertura orale molto ampia.

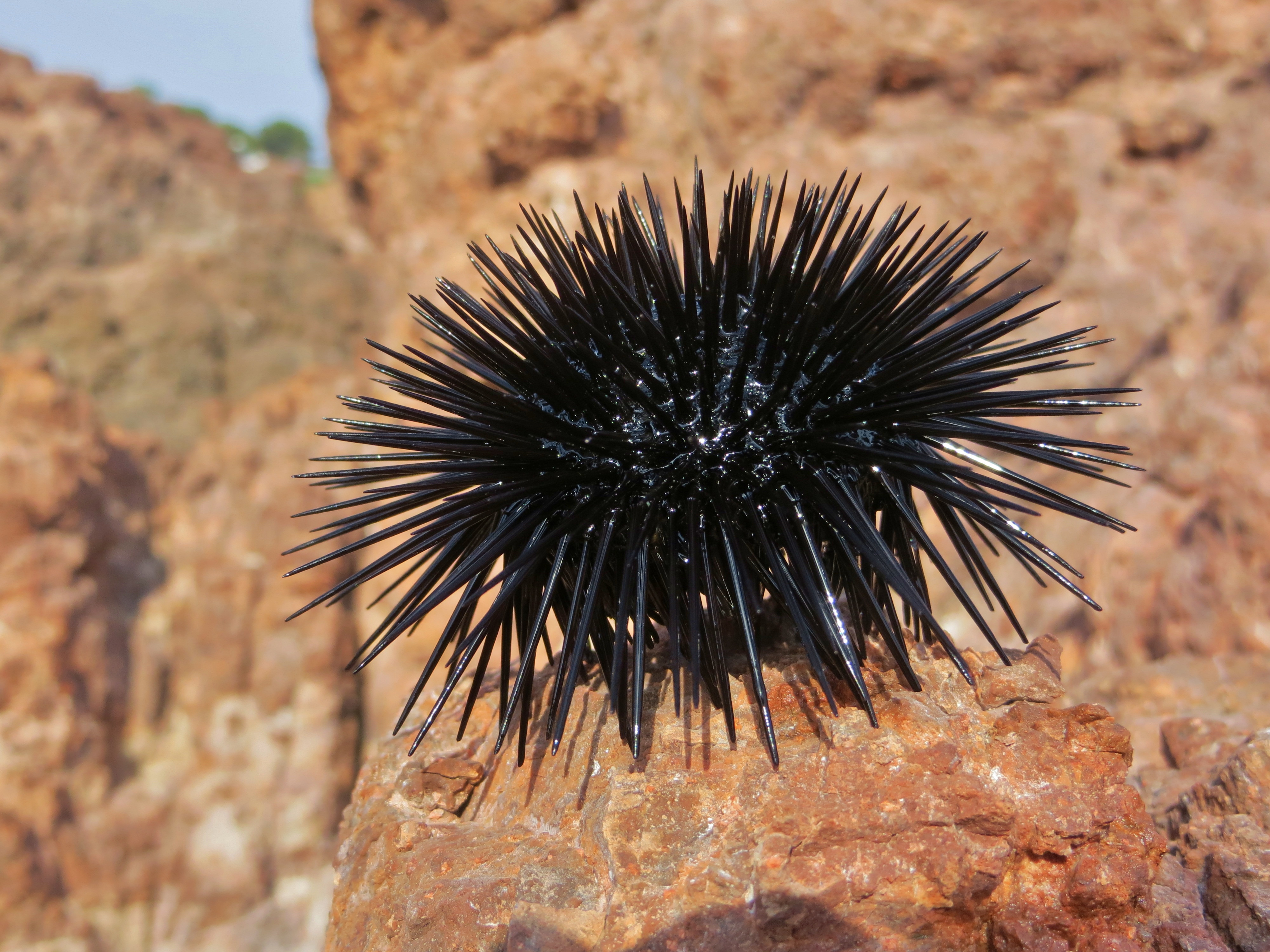
visto di profilo
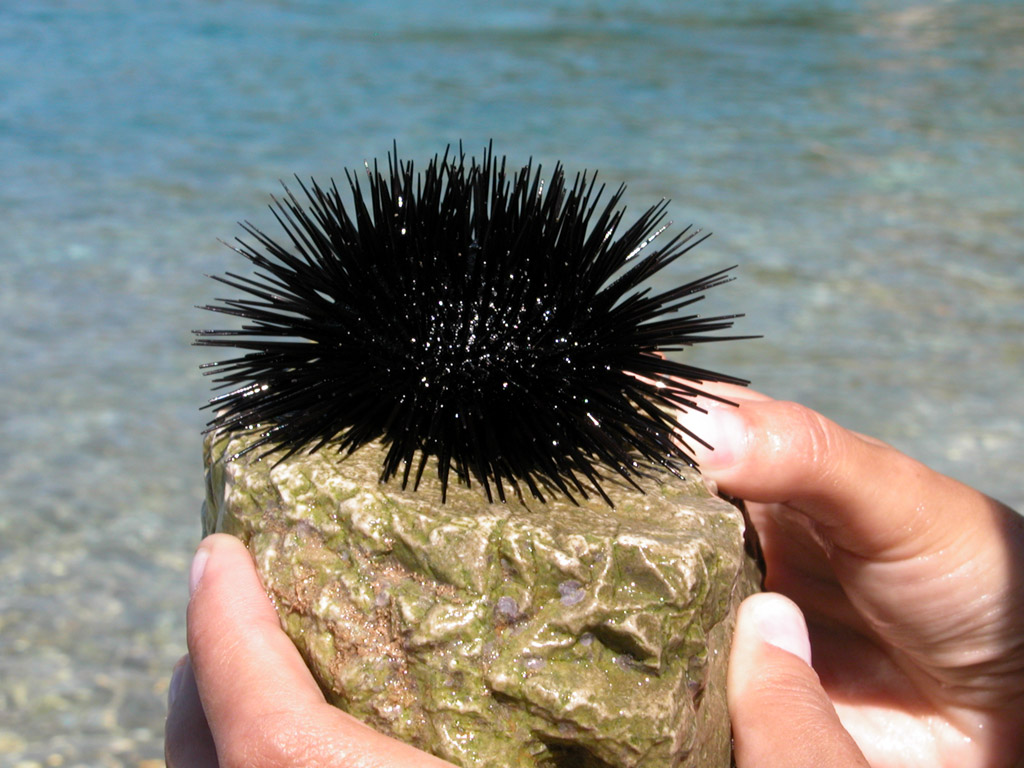
su una roccia in Croazia
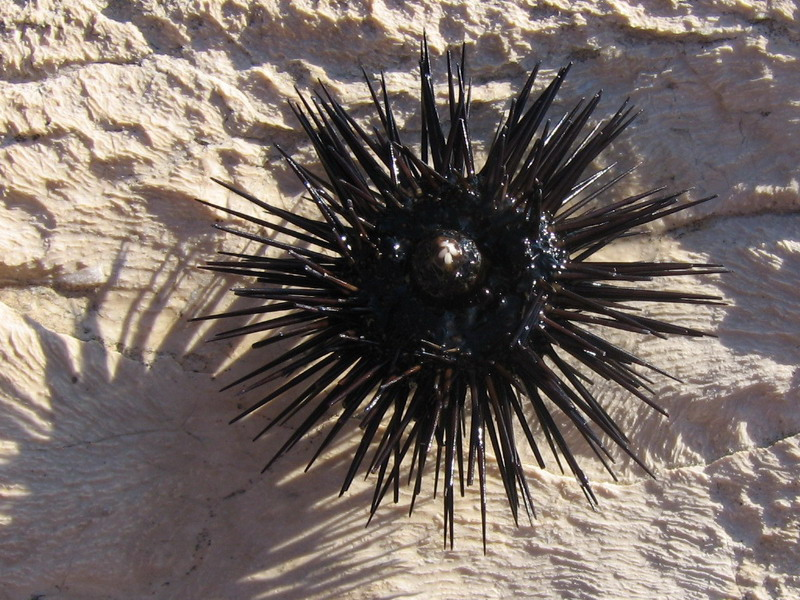
Faccia orale
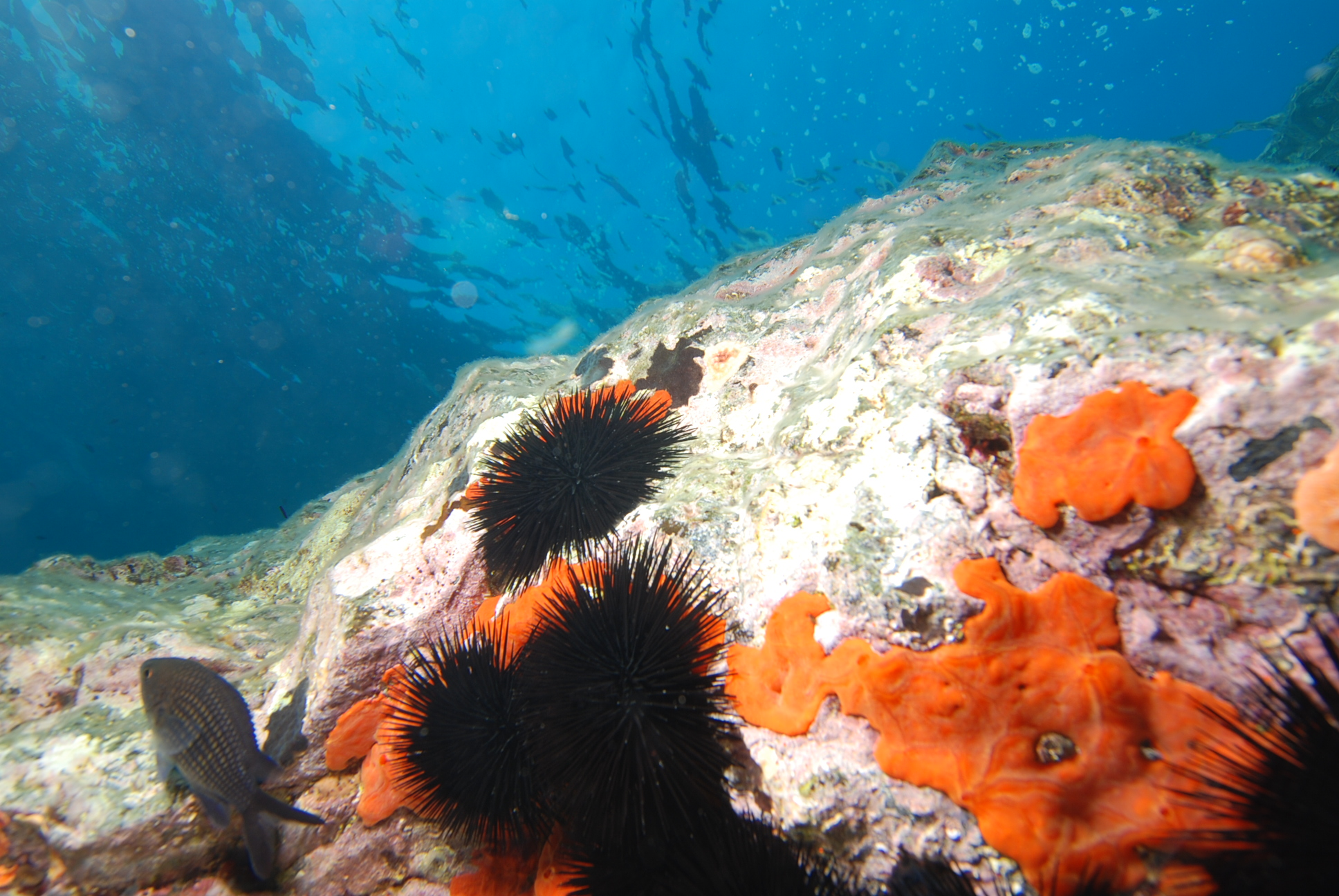
Ricci neri nel loro ambiente naturale

## Distribuzione e habitat
Molto comune in tutto il Mar Mediterraneo, su fondali rocciosi. Presente anche lungo le coste dell'Atlantico orientale. Questo riccio predilige le acque calde ed in genere non lo si trova dopo i 5 m di profondità.